# 古德汉大厦

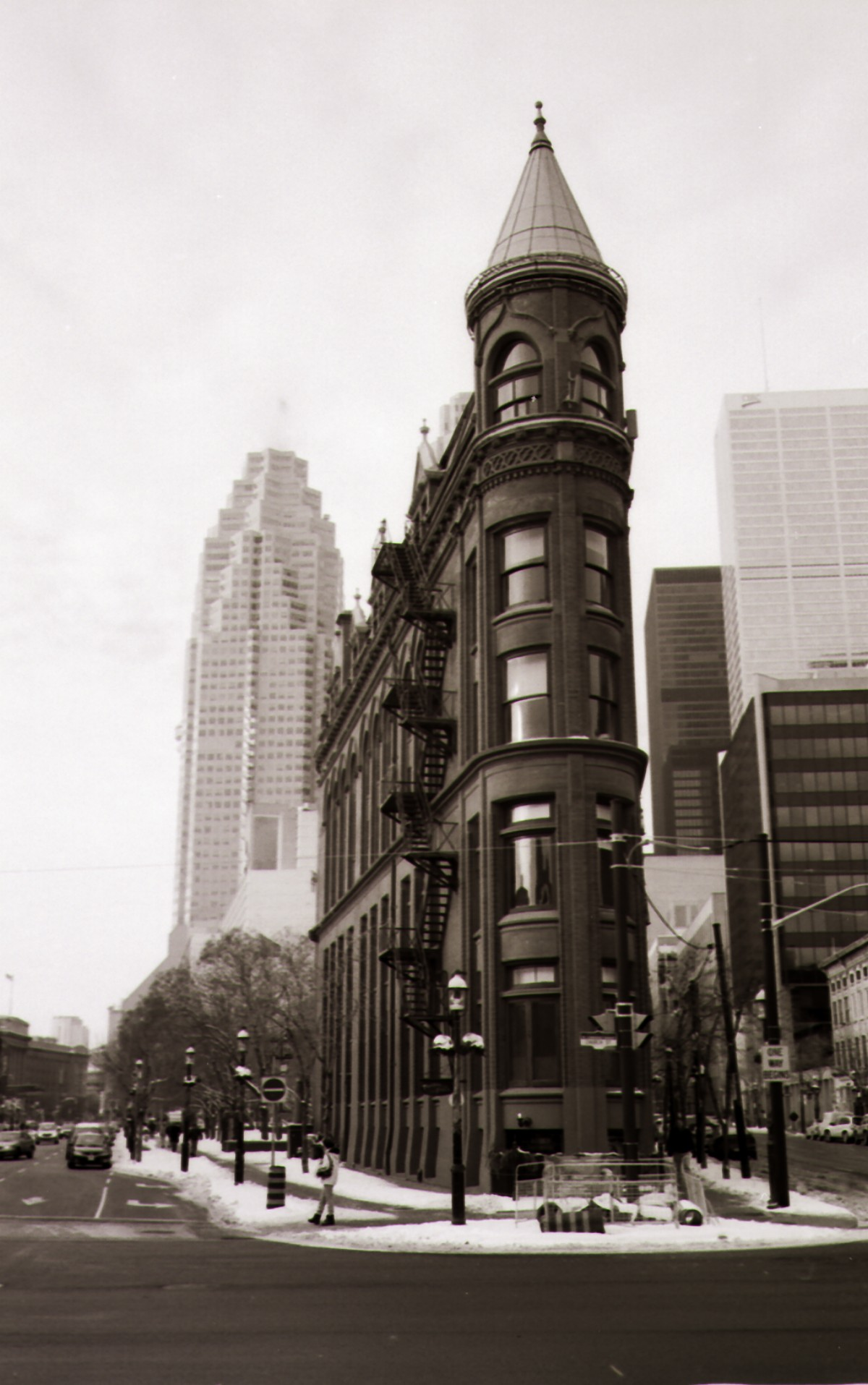
古德汉大厦

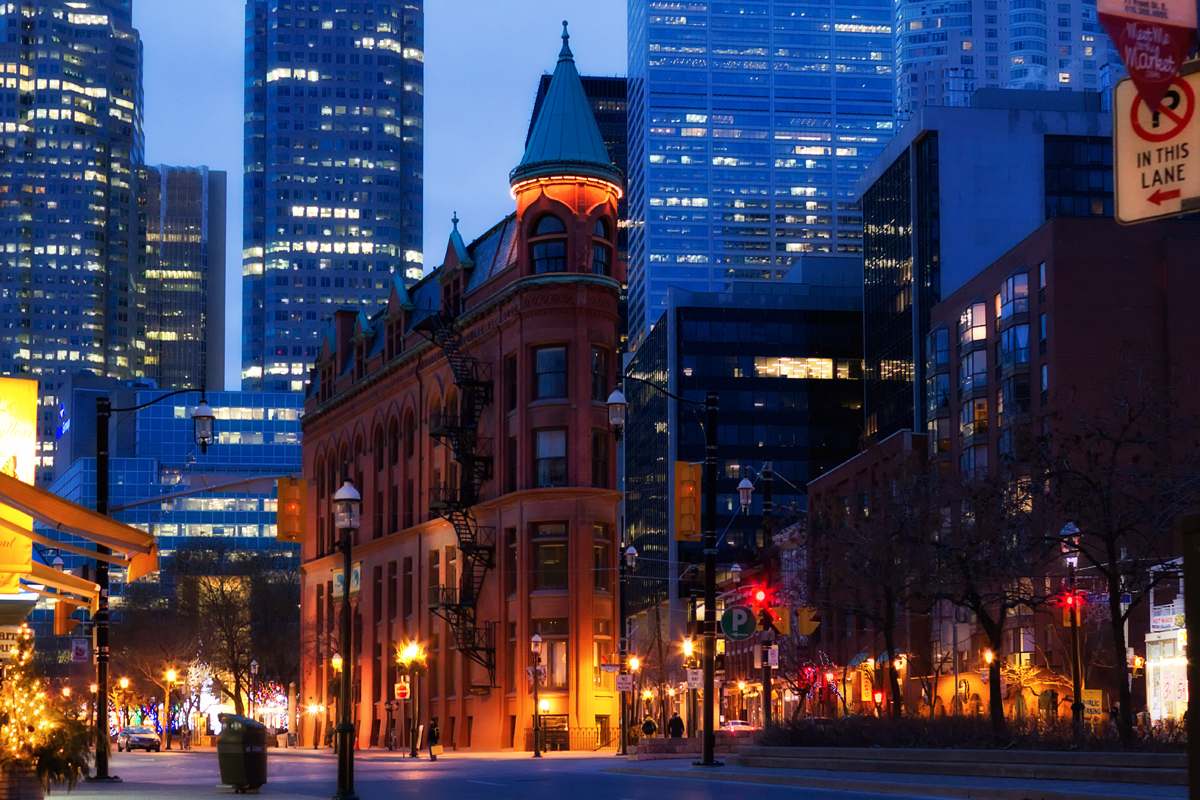
古德汉大厦

古德汉大厦（英語：Gooderham Building）是加拿大安大略省多伦多的一座狭窄的楔形建筑，以“熨斗大厦”著称。它是该市最具标志性的景观之一。建于1892年，红砖砌筑，位于威灵顿东街49号，与前街所形成的三角形路口。在该市金融区的东部边缘（央街以东），圣羅伦斯社区内。

## 历史
以前的建筑形状相同，但较短，被称为棺材大厦（Coffin Block Building）。目前的建筑由建筑师小大卫·罗伯茨设计，耗资18000美元，业主是酿酒商乔治·古德汉爵士（1830–1905）。它是古德汉酒厂的办公室，直到1952年，在1957年出售。

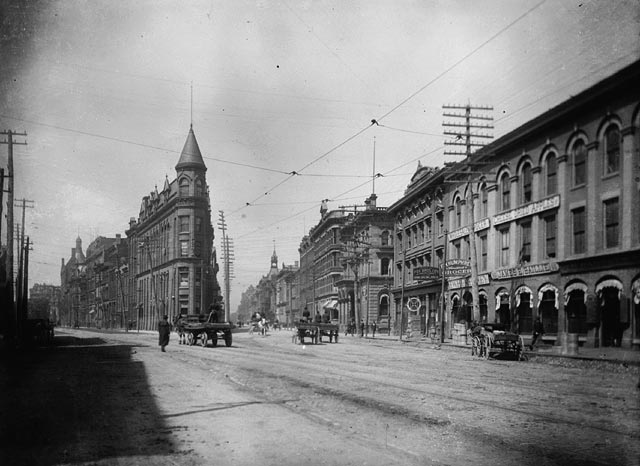
古德汉大厦

该建筑在1975年列为安大略历史遗产。